# Algospasme
Algospasme er en smertefuld krampe. Ordet er sammensat af de græske ord algos, der betyder smerte, og spasmos, der betyder trækning, spasme.
| Lægevidenskab | Spire Denne artikel om lægevidenskab er en spire som bør udbygges. Du er velkommen til at hjælpe Wikipedia ved at udvide den. |